# Thomas Chastain
Thomas Chastain, född 17 januari 1921 i Kanada, död 1 september 1994 i New York City, New York, var en amerikansk författare.
Chastain har bland annat skrivit två böcker om advokaten Perry Mason som ursprungligen skapades av Erle Stanley Gardner. Han har också redigerat en rad deckarantologier. I Sverige har några av Chastains böcker publicerats som "kioskdeckare" i Manhattan-serien.